# Alteration
「Alteration」（オルタレーション）は、ZAQの2枚目のシングル。2013年1月23日にGloryHeavenから発売された。

## 概要
前作「Sparkling Daydream」から3ヶ月ぶりのリリースとなる2013年1作目のシングル。表題曲は、テレビアニメ『ささみさん@がんばらない』のオープニングテーマに起用された。販売形態は初回限定盤と通常盤の2種リリースで、前者には表題曲のPVを収めたDVDが同梱されている。

## 収録曲
（全作詞・作曲・編曲：ZAQ）
1. Alteration [3:55]
テレビアニメ『ささみさん@がんばらない』オープニングテーマ
2. ONE WAY ROAD!! [4:00]
3. Alteration -feel- [4:03]
4. Alteration（off vocal）

DVD（初回限定盤のみ）
1. Alteration（Music Clip）